# Greycap
Greycap är ett berg i Australien. Det ligger i regionen Derwent Valley och delstaten Tasmanien, i den sydöstra delen av landet, omkring 100 kilometer väster om delstatshuvudstaden Hobart. Toppen på Greycap är 898 meter över havet, eller 145 meter över den omgivande terrängen. Bredden vid basen är 2,1 km.
Trakten runt Greycap är nära nog obefolkad, med mindre än två invånare per kvadratkilometer.. Det finns inga samhällen i närheten. 
I omgivningarna runt Greycap växer i huvudsak städsegrön lövskog. Genomsnittlig årsnederbörd är 1 932 millimeter. Den regnigaste månaden är juli, med i genomsnitt 232 mm nederbörd, och den torraste är februari, med 84 mm nederbörd.